# Benjamin Netanjahu
Benjamin Netanjahu (hebrejsko בִּנְיָמִין נְתַנְיָהוּ, latinizirano: Binjāmīn Nētanjāhū), izraelski politik, * 21. oktober 1949, Tel Aviv.
Od leta 2022 je predsednik vlade Izraela. Položaj zaseda tretjič, pred tem je bil na položaju v letih 1996–1999 in 2009–2021. Je predsednik desničarske politične stranke Likud. Je najdlje službujoči predsednik vlade Izraela, saj je ta položaj zasedal skupno več kot 17 let.
Rodil se je v sekularni judovski družini, odrasel v zahodnem Jeruzalemu in v ZDA. V Izrael se je vrnil leta 1967, kjer se je pridružil Izraelskim obrambnim silam in služil v specialni enoti Sajeret Matkal s činom kapetana. Po diplomi na Tehnološkem inštitutu Massachusettsa se je zaposlil pri ameriškem svetovalnem podjetju Boston Consulting Group, leta 1978 pa se je vrnil v Izrael, kjer je ustanovil »Protiteroristični inštitut Jonatana Netanjahuja«. Od leta 1984 do 1988 je bil predstavnik Izraela pri Združenih narodih. Netanjahu je postal znan leta 1993 po izvolitvi za predsednika stranke Likud, s čimer je postal vodja opozicije. Na splošnih volitvah 1996 je postal prvi neposredno izvoljeni in dotlej najmlajši predsednik vlade Izraela. Leta 1999 je volitve izgubil, nakar se je umaknil iz politike in premestil v zasebni sektor. V politiko se je vrnil kot zunanji in finančni minister v vladi Ariela Šarona. Na tej funkciji je sprožil gospodarske reforme, nato pa odstopil zaradi nestrinjanja z načrtom o umiku Izraela iz Gaze.
Leta 2005 je ponovno postal vodja Likuda in bil v letih 2006–2009 vodja opozicije. Po parlamentarnih volitvah 2009 je oblikoval koalicijo z ostalimi desničarskimi strankami in znova postal predsednik vlade. Pod njegovim vodstvom je Likud zmagal tudi na volitvah 2013 in 2015. Potem ko je predsednik ZDA leta 2016 postal Donald Trump, njegov prijatelj od 80. let prejšnjega stoletja, je Netanjahu to povezanost uporabljal kot ključno politično privlačnost; med Trumpovim predsedovanjem so ZDA priznale Jeruzalem kot glavno mesto Izraela in izraelsko oblast nad okupiranim Golanskim višavjem ter posredovale pri sklepanju abrahamskih sporazumov, dogovorov o normalizaciji odnosov med Izraelom in arabskim svetom. Netanjahu je bil deležen kritik zaradi podpore širjenju izraelskih naselbin na zasedenem Zahodnem bregu, nezakonitih po mednarodnem pravu. Leta 2019 ga je tožilstvo obtožilo zlorabe zaupanja, podkupovanja in goljufij, zaradi česar je odstopil z vseh položajev v vladi razen predsednika vlade. Politična kriza v državi je privedla do dogovora, po katerem sta se na položaju predsednika vlade izmenjevala z Benijem Gancem. Po volitvah leta 2021 je Netanjahu izgubil položaj predsednika vlade, a ga je po volitvah 2022 znova zasedel.
Nova Netanjahujeva koalicija je poskušala uveljaviti reformo sodstva, ki bi med drugim omejila pristojnosti vrhovnega sodišča in vladi omogočila nadzor nad imenovanjem vrhovnih sodnikov. Napoved te reforme v začetku leta 2023 je sprožila proteste. Oktobra 2023 je po napadu palestinskih skupin pod vodstvom Hamasa na Izrael izbruhnila vojna med Izraelom in Hamasom; zaradi nepripravljenosti na napad so Netanjahuja doletele kritike, da se je pod njegovim vodstvom zgodil največji obveščevalni neuspeh zadnjih 50 let, in se soočil s protesti, ki so ga pozivali k odstopu. Agencije ZN, vlade in nevladne organizacije so Netanjahujevo vlado obtožile izvajanja genocida nad Palestinci, zaradi česar je decembra 2023 Južna Afrika sprožila postopek proti Izraelu na Meddržavnem sodišču. Novembra 2024 je Mednarodno kazensko sodišče izdalo nalog za aretacijo Netanjahuja skupaj z Joavom Galantom in Mohamedom Deifom zaradi suma odgovornosti za vojne zločine in zločine proti človeštvu.